# Jhudo
Jhudo ou Jhuddo (en ourdou : جھڈو ; en sindhi : جهڏو) est une ville pakistanaise située dans le district de Mirpur Khas, dans le sud de la province du Sind. C'est la quatrième plus grande ville du district. Elle est située à moins de 15 kilomètres au sud-est de Tando Jan Mohammad et 70 kilomètres d'Umerkot.
La ville de Jhudo était desservie par le train mais la ligne a été abandonnée. 
La population de la ville a été multipliée par près de quatre entre 1972 et 2017, passant de 8 935 habitants à 32 215. Selon le recensement de 2023, la population de la ville monte à 37 379 habitants.
|            | 1972 (rec.) | 1981 (rec.) | 1998 (rec.) | 2017 (rec.) | 2023 (rec.) |
| ---------- | ----------- | ----------- | ----------- | ----------- | ----------- |
| Population | 8 935       | 13 306      | 23 603      | 32 215      | 37 379      |